# 阿爾貝托·德·里奧
阿爾貝托·德·里奧（西班牙語：Alberto Del Rio，1977年5月25日—），本名阿爾貝托·羅德里格茲（西班牙語：Alberto Rodríguez），是世界摔角娛樂（WWE）旗下職業摔角選手，並在世界摔角娛樂節目WWE Raw中亮相。
在阿爾貝托·德·里奧的摔角事業中，阿爾貝托曾是兩次的WWE冠軍、兩次的世界重量級冠軍、兩次的WWE美國冠軍、一次皇家大戰冠軍（2011年）及一次公事包大戰冠軍（2011年）。阿爾貝托·德·里奧在摔角狂熱29後的WWE Raw節目中，被多夫·鍚格勒使用於2012年桌子、梯子、椅子規則的公事包鐵梯大戰SmackDown部分獲勝的公事包合約，成功挑戰他的世界重量級冠軍。而後在2013年6月16日所舉辦的絕命復仇，阿爾貝托·德·里奧又將世界重量級冠軍從多夫·鍚格勒手中贏回，之後離開了WWE，在2015年的地域鐵籠中回歸並成功挑戰John Cena成為當時WWE美國冠軍。而又於2016年2月Royal Rumble上敗給了Kalisto。
現在在TNA亮相。他的未婚妻是霈橘，但已於2017之年底分手。